# Loliolum
Loliolum là một chi thực vật có hoa trong họ Hòa thảo (Poaceae).

## Loài
Chi Loliolum gồm các loài: